# Dycladia transiens
Dycladia transiens là một loài bướm đêm thuộc phân họ Arctiinae, họ Erebidae.